# Charles Wager
Sir Charles Wager (24. února 1666, Rochester, Anglie – 24. května 1743, Londýn, Anglie) byl britský námořní velitel a státník z válek konce 17. a první poloviny 18. století. Jako námořní důstojník se vyznamenal v devítileté válce, později vynikl za války o španělské dědictví. Mezitím se stal členem parlamentu a zastával funkce ve vládě, nakonec byl řadu let ministrem námořnictva (1733–1742). V roce 1709 byl povýšen do šlechtického stavu a v roce 1731 dosáhl hodnosti admirála. Je pohřben ve Westminsterském opatství.

## Kariéra
Narodil se v Rochesteru jako syn námořního důstojníka Charlese Wagera (1630–1666), po matce Prudence Goodsonn byl vnukem admirála Williama Goodsonna. Charles od dětství sloužil u námořnictva, zkušenosti získal v severní Americe, v roce 1692 byl již kapitánem Royal Navy, hodnost získal po bitvě u Barfleuru v devítileté válce. V následujících letech sloužil převážně ve Středomoří, na počátku války o španělské dědictví doprovázel Georga Bynga do Alžírska (1703). V roce 1707 byl jmenován velitelem v Karibiku, o rok později vynikl v bitvě u Cartageny. Zde se střetl s francouzsko-španělskou flotilou, převzetím poraženého španělského loďstva získal do soukromého vlastnictví majetek ve výši 60 000 liber (operace je známá pod názvem Wager's Action). V roce 1708 získal hodnost kontradmirála a v roce 1709 byl povýšen do šlechtického stavu. Vrátil se do Anglie a byl nominován do parlamentních voleb za přístav Portsmouth (1710–1711), politicky stál na straně whigů.
Aktivně na moři již nesloužil, v letech 1713–1715 byl poslancem za cornwallský obvod West Looe, kde vlastnil pozemky, v letech 1715–1734 v parlamentu znovu reprezentoval přístav Portsmouth. Po nástupu hannoverské dynastie krátce velel loďstvu ve Středomoří, ale nakonec dal přednost postu finančního inspektora námořnictva (1715–1718), v roce 1716 byl povýšen na viceadmirála. V letech 1718–1733 byl lordem admirality a v roce 1731 dosáhl hodnosti admirála, v politice patřil k oporám Walpolovy vlády. Nakonec devět let zastával funkci ministra námořnictva (1733-1742), úřad převzal po zemřelém admirálu Byngovi, od roku 1733 byl též členem Tajné rady. V letech 1734–1741 byl v parlamentu poslancem za prestižní obvod Westminster. Mandát za Westminster obhájil i ve volbách v roce 1741, tyto volby však kvůli korupci byly prohlášeny za neplatné a členem Dolní sněmovny zůstal za cornwallský obvod West Looe. Po pádu Walpolovy vlády byl sice odvolán z postu prvního lorda admirality (novým ministrem námořnictva se stal 8. hrabě z Winchilsey), do následujícího Comptonova kabinetu ale v prosinci 1742 vstoupil do méně významné funkce prezidenta úřadu námořního pokladu (Navy Treasurer) (1742-1743), zemřel o necelý půlrok později.
Od rodiny Russellů koupil v roce 1711 bývalý klášter Fordham Abbey (hrabství (Cambridgeshire) a nechal jej přestavět na honosný barokní zámek, již v roce 1722 ale sídlo prodal. Jeho manželství s Marthou Earning zůstalo bez potomstva. Spolu s manželkou je pohřben ve Westminsterském opatství.